# Alberto Ghiraldo
Alberto Ghiraldo (Buenos Aires, Argentina, 1875-Chile, 23 de marzo de 1946) fue un escritor, publicista, político y abogado argentino de ideal anarquista.

## Biografía
Alberto Ghiraldo nació en Buenos Aires en 1875. Su padre falleció cuando tenía diez años, lo que determinó para Ghiraldo una educación fragmentaria y una prematura disposición laboral. A los quince años ya era testigo de las condiciones de la clase obrera en el puerto de Buenos Aires. 
Por entonces, la influencia ideológica de Leandro Alem permite la participación de Ghiraldo en la Revolución del Parque, 1890. Al mismo tiempo realizaba trabajos literarios. En 1891 publica una serie de ensayos inéditos de importantes autores, a los que Ghiraldo puso el título El año literario, incluido un poema suyo. En 1892 publica ¡Ahí van!, una serie de poemas decadentistas. Este libro de poemas lo escribió bajo el seudónimo de Marco Nereo. A lo largo de su carrera también usaría el seudónimo de Juan Pueblo.
En 1893 participó de la Revolución radical. Por entonces trabajaba en la revista literaria La Quincena y conoció a Rubén Darío, con una influencia determinante. A finales del siglo XIX editaba poesías, cuentos y artículos periodísticos, así como el semanario literario El Sol. 
Con el triunfo del Partido Socialista en la Cámara legislativa en 1900, Ghiraldo se afilia al Partido al tiempo que avanzaba hacia su definitivo anarquismo. Los artículos en estos años, la militancia, ocasionan detenciones y procesamientos federales. Se compromete, como militante e intelectual a la Federación Obrera Regional Argentina (FORA). 
En los años 1904 y 1905, su labor intelectual y política se desarrolla en la revista Martin Fierro, de su creación, y en la dirección de La Protesta Humana, órgano militante del anarquismo argentino. Hacia esta época crea una nueva revista literaria, Ideas y figuras.
En la década de 1910 Ghiraldo crea una intensa producción dramatúrgica, exponente de una literatura fruto de su discurso anarquista. En 1916 Ghiraldo se va a España, donde soporta apremios y persecuciones policiales. Produce para el teatro, el periodismo, la política y una autobiografía y se convierte en mecenas literario de Benito Pérez Galdós.
En 1934 se trasladó a Chile, donde pasó sus últimos doce años de vida. Falleció en 1946.

## Su obra
Se reconoce la trama de la bohemia literaria y de la militancia anarquista. El idealismo que Ghiraldo hereda del decadentismo, forma en el escritor la percepción de la praxis anarquista como combate moral contra la sociedad mercantil. La moral de tales acciones es una carga trágica de la acción y de su producción literaria. 
Todo el discurso ghiraldiano está traspasado de compromiso político.

### Publicaciones
- El año literario. Buenos Aires: Casa Editora La Maravilla Literaria de Urbano Rivero, 1891.
- ¡Ahí van! Buenos Aires: Félix Lajouane editor, 1892.
- Fibras. Buenos Aires: Pablo Coni, 1895.
- Sangre y oro (El presidio de Sierra Chica). Buenos Aires: Est. Tipogr. de La Agricultura, 1897.
- Gesta. Buenos Aires: Biblioteca El Sol, 2ª ed, 1900.
- Los nuevos caminos. Buenos Aires: El Sol, 1901.
- La tiranía del frac (Crónicas de un preso). Buenos Aires: Biblioteca Popular de Martín Fierro, 1905.
- Alma Gaucha. Buenos Aires: Pascual Mediano, 2ª ed., 1909.
- Sangre nuestra. Buenos Aires: Ideas y Figuras, 1911.
- La cruz. Buenos Aires: Ideas y Figuras, 1912.
- Crónicas argentinas. Buenos Aires: Malena, 1912.
- La columna de fuego. Buenos Aires: Ideas y Figuras, 1913.
- La ley baldón. Buenos Aires: Fontanillas, 1915.
- Doña Modesta Pizarro. Buenos Aires: Ideas y Figuras, 1916.
- El peregrino curioso. Mi viaje a España. Madrid: Sanz Calleja, 1917.
- La Argentina(Estado social de un pueblo).Madrid, sin editor, C. 1921.
- Antología americana. Madrid: Renacimiento, 1923.
- Primeras letras. Buenos Aires: Ed. Bibl. Ramos Mejía. Serie Los Novelistas III, 1923.
- La canción del deportado. Buenos Aires: Las Grandes Obras, 1924 (Madrid: Est. Tip. La Mañana, 1921).
- Humano ardor. Barcelona: Lux, 1928.
- Los salvajes. Madrid: El Teatro Moderno, 1928.
- Yanquilandia bárbara. La lucha contra el imperialismo. Madrid: Historia Nueva, 1929.
- Cuentos argentinos. Santiago de Chile: Ercilla, 1935.
- Libertadores de América. Las espadas y las liras. Santiago de Chile: Ercilla, 1935.
- Cancionero libertario. Santiago de Chile: Ercilla, 1935.
- El archivo de Rubén Darío. Buenos Aires: Losada, 1943.
- Teatro argentino. Buenos Aires: Américalee, 1946.